# チャールズ・ウェブスター・ホーソン
チャールズ・ウェブスター・ホーソン（Charles Webster Hawthorne、1872年1月8日 - 1930年11月29日）はアメリカ合衆国の画家である。

## 略歴
イリノイ州のクラーク郡で生まれ、メイン州で育った。1890年にニューヨークに出て、ガラス工場で働きながら、夜間にアート・スチューデンツ・リーグ・オブ・ニューヨークなどで、ハリー・シドンズ・モウブレーや印象派の画家、ウィリアム・メリット・チェイスに学んだ。1895年頃、チェースとヨーロッパに渡り、オランダやイタリアに滞在した。17世紀、オランダのフランス・ハルスやイタリアのジョルジョーネ、ティツィアーノ・ヴェチェッリオといった画家の作品から影響を受けたとされる。

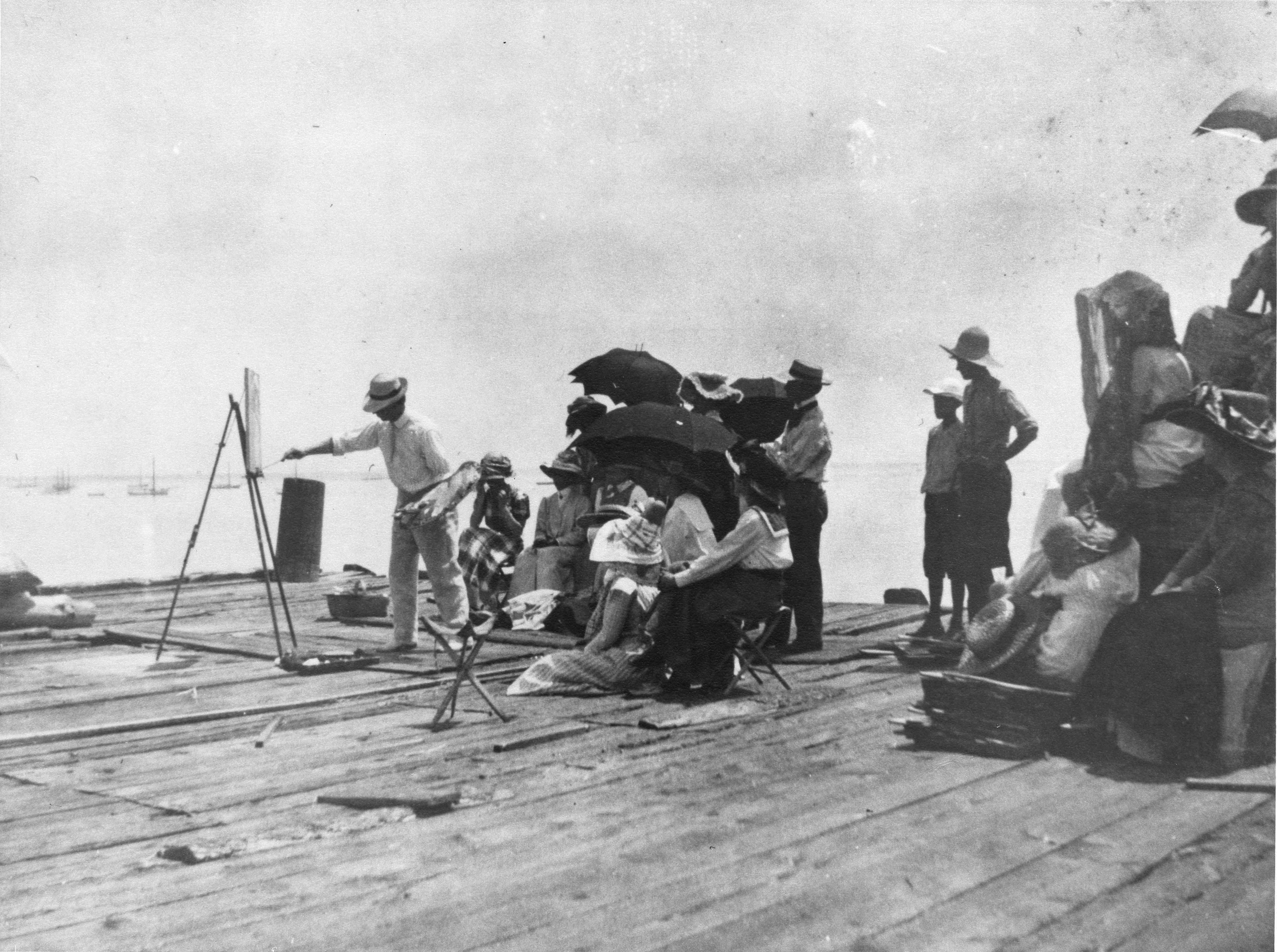
ケープコッドで授業を行うホーソン

ヨーロッパから戻った後も、ナショナル・アカデミー・オブ・デザインやアート・スチューデンツ・リーグで修行した。ホーソンの師にあたるチェースから学んだ印象派のスタイルの他にさまざまなスタイルで描くことになった。1900年代には「アシュカン派」と呼ばれる画家たちのより写実的なスタイルに影響を受けた。ホーソンが、多く描いた女性像には、当時人気のあった人物画家のジェームズ・マクニール・ホイッスラーの影響も見られる。
自らの美術学校を設立したチェースの影響を受けて、ホーソンも1899年から、マサチューセッツ州の半島、ケープコッドで屋外で毎年夏の間、多くの若い画家たちを教えた。この夏の学校に参加した画家にはジョン・ノーブル(1874-1934)、リチャード・E・ミラー(1875–1943)、マックス・ボーム (1868–1923) 、ノーマン・ロックウェル(1894-1978)、ウィリアム・ヘンリー・ジャクソン (1901–1970) らがいる。
1930年にボルチモアで、58歳で亡くなた。ホーソンの作品は、ニューヨークのメトロポリタン美術館やブルックリン美術館で見ることができる。

## 作品

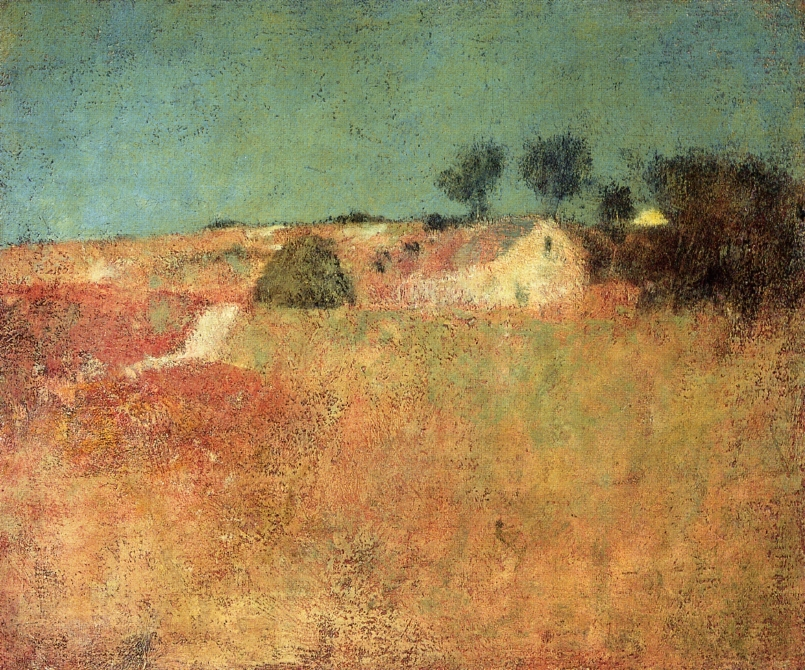
印象派スタイルの風景画 (c.1898)
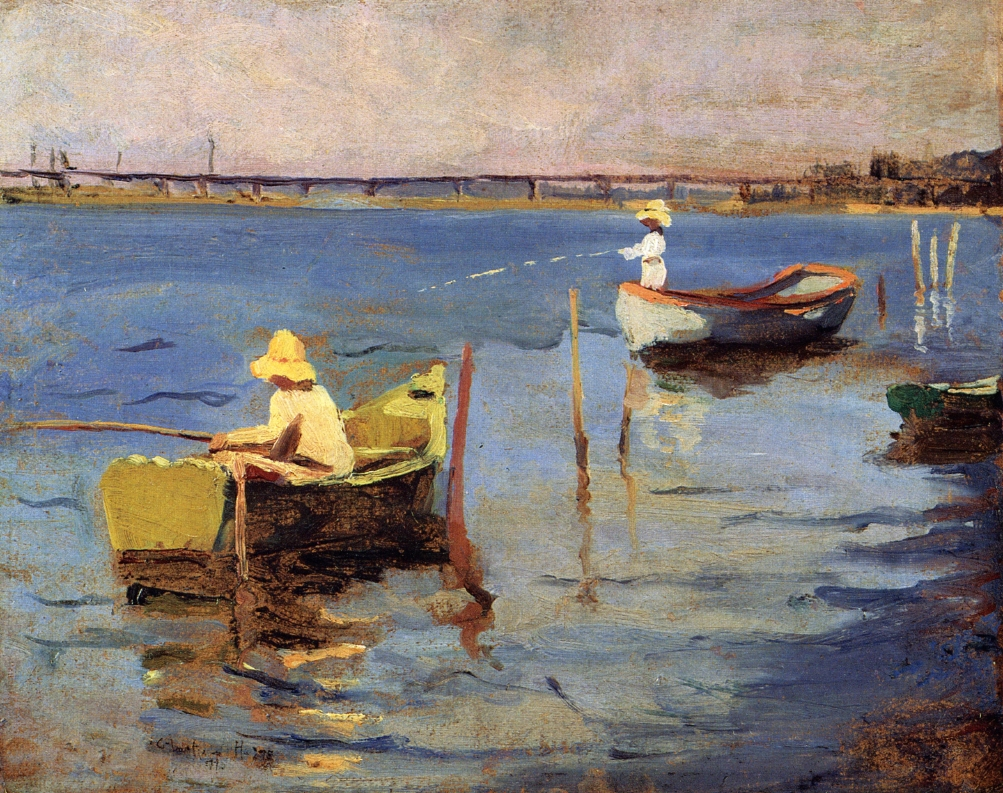
プロビンスタウンの橋」
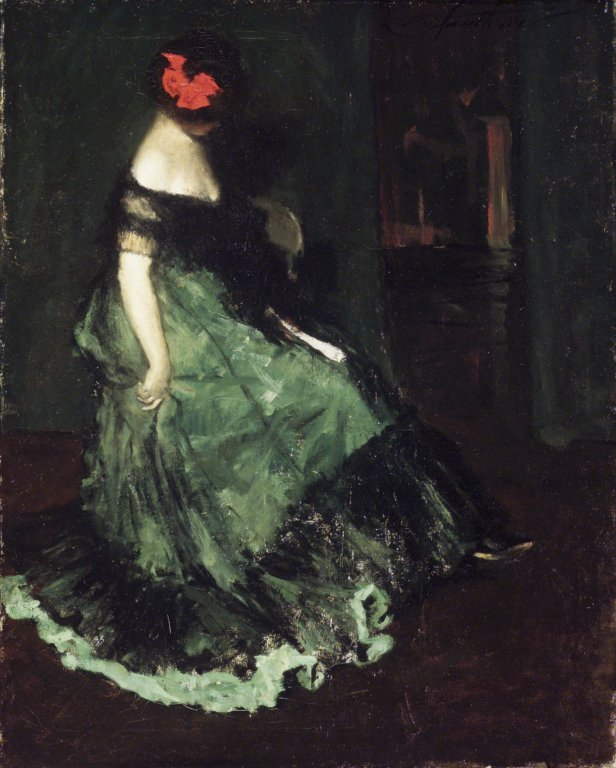
「赤い髪飾り」(1902)
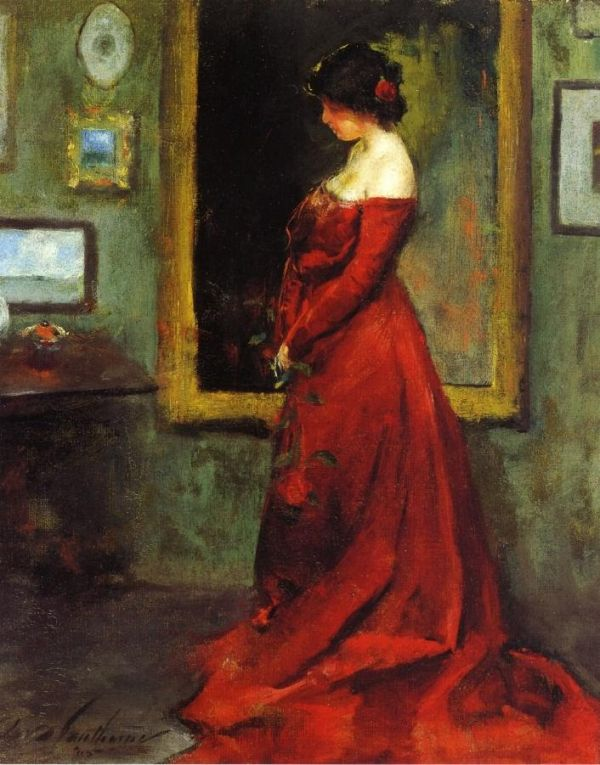
『赤いガウン』(1905)
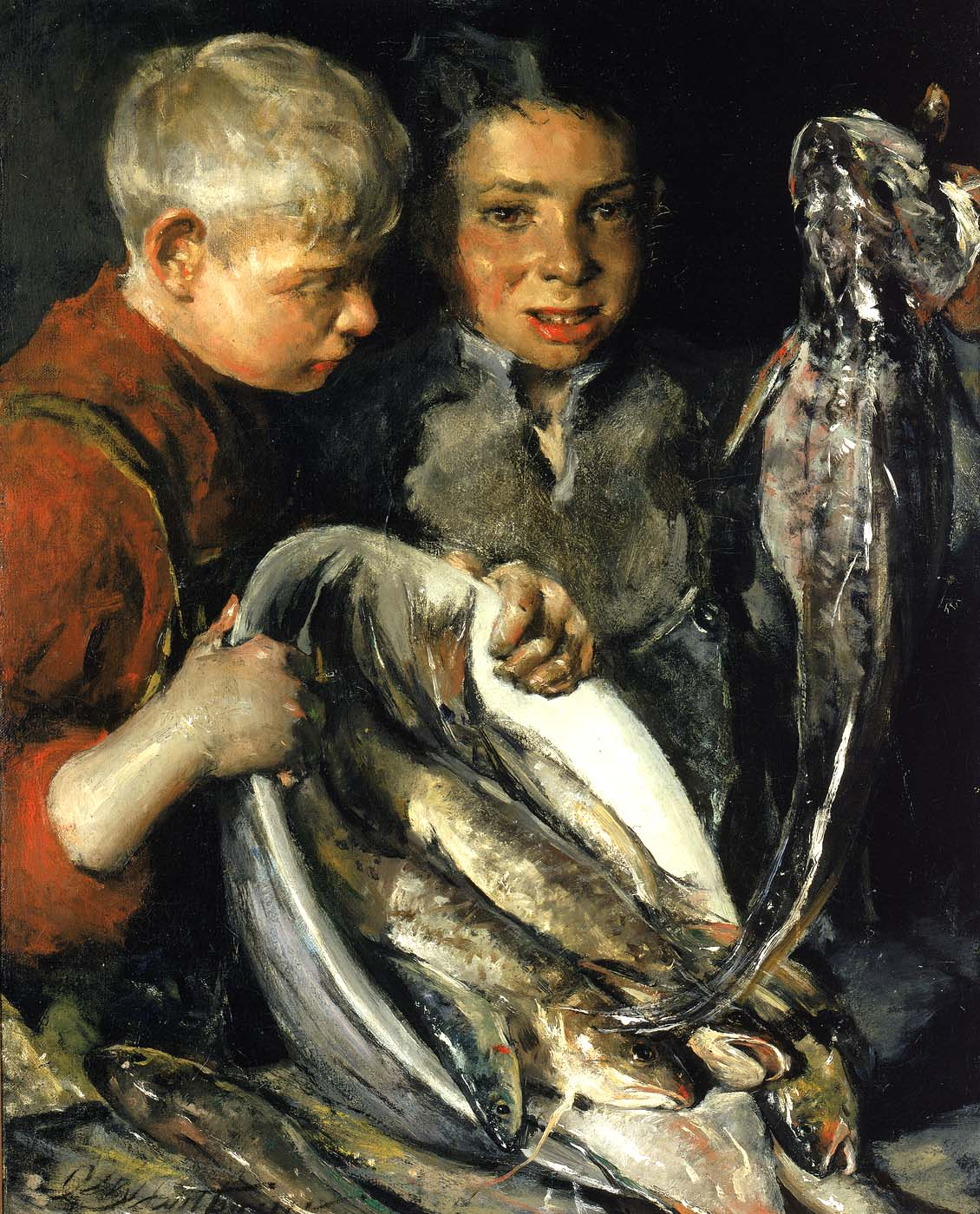
『漁師の子供』
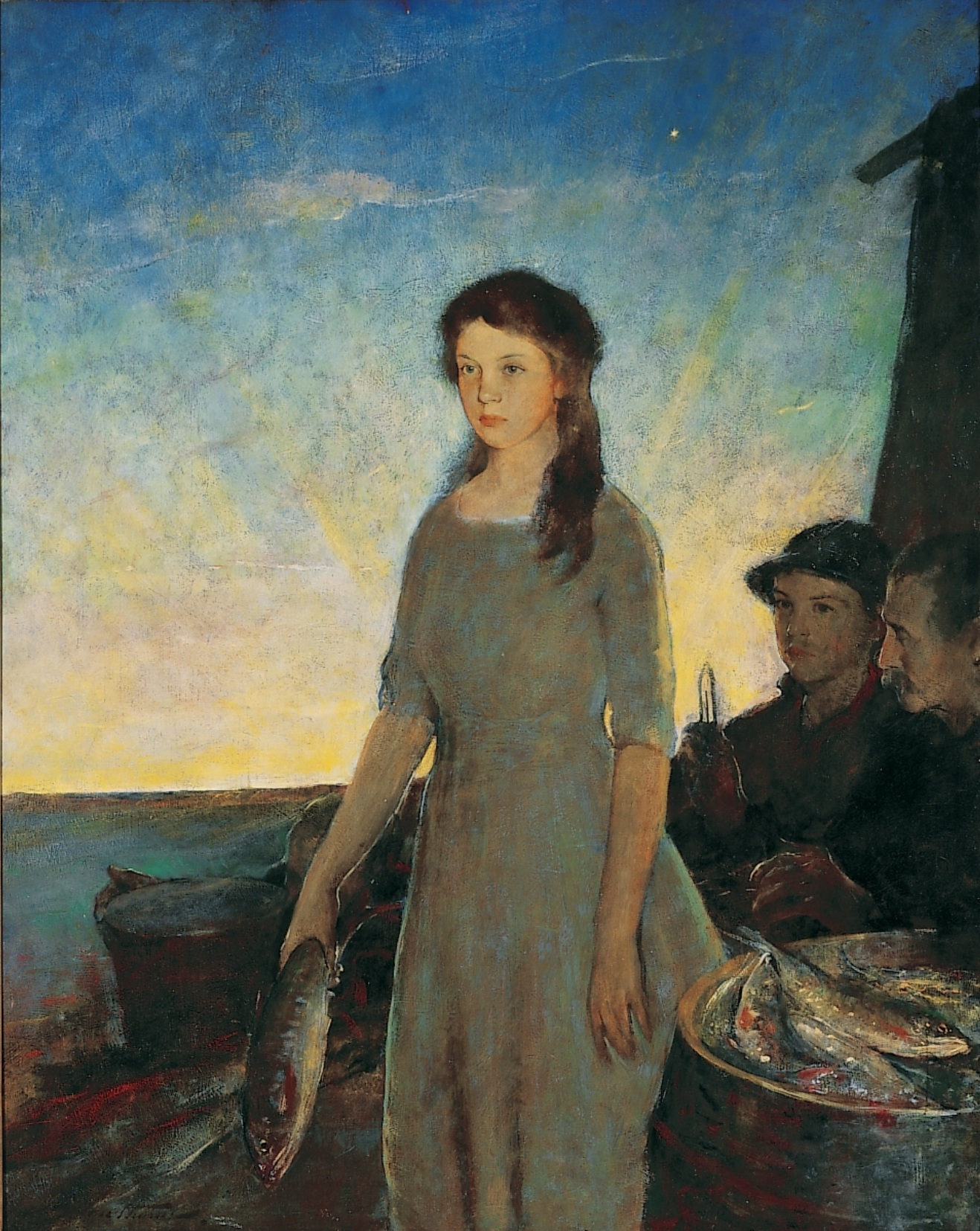
『漁師の娘』(c.1912)
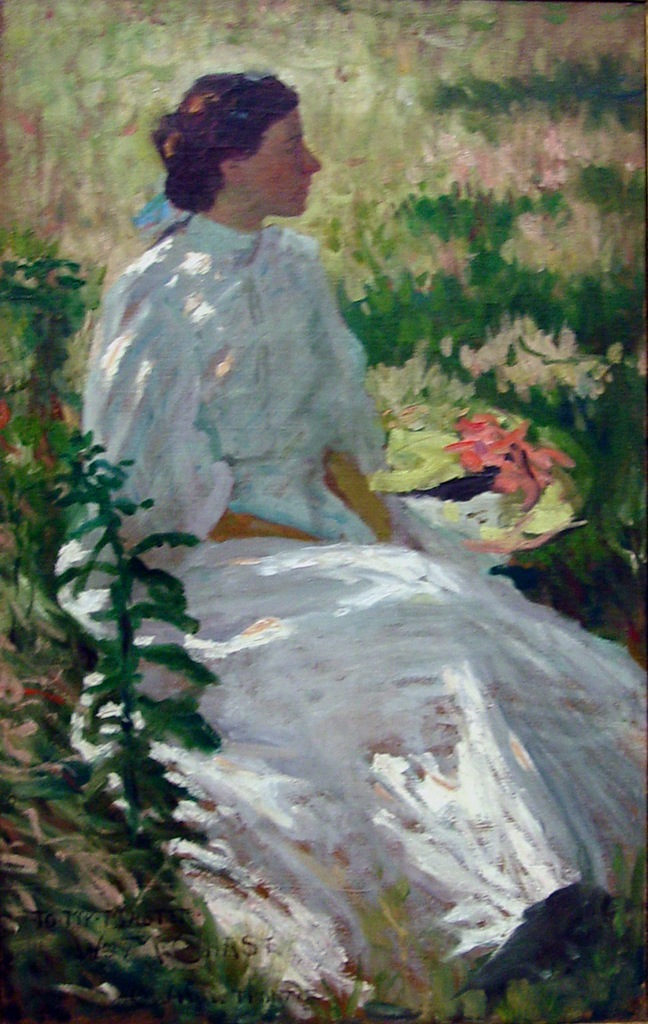
"A Study in White" (c.1910)
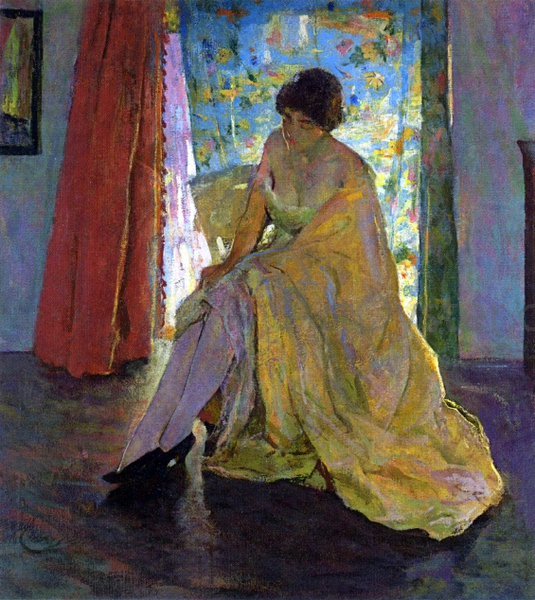
"Impressionist figure"